# 海如拉·巴彦拜
海如拉·巴彦拜（1936年6月20日—），中国哈萨克族作家。新疆吉木乃人，中共党员。历任吉木乃县人民政府牧业科、吉木乃县委宣传部干部，《新疆日报》哈文编辑部记者、组长、副主任，主任编辑。

## 生平
1936年6月20日出生于新疆吉木乃县喀尔交村。1985年通过函授获新疆大学中文系大专学历。2001年加入中国作家协会。

## 作品
著有小说集《原野》，中篇小说集《路》、《雄鹰》，小说《猎人》，中篇小说《跟着父亲的足迹》，报告文学《欢歌笑语庆大典》、《歌声响彻克克托海》。